# Puanama sinopia
Puanama sinopia là một loài bọ cánh cứng trong họ Cerambycidae.